# باول كارتر (لاعب إسكواش)
باول كارتر (بالإنجليزية: Paul Carter)‏ هو لاعب إسكواش بريطاني، ولد في 23 سبتمبر 1963 في كنت في المملكة المتحدة.

## وصلات خارجية
- باول كارتر على موقع SquashInfo.com (الإنجليزية)